# Federiko Krutwig
Federico Krutwig Sagredo (15. svibnja 1921. – 15. studenog 1998.) bio je baskijsko-španjolski pisac i političar, autor nekoliko knjiga. 
Uz Felixa Likinianoa, on je pokušao stvoriti neki otpor Francovoj diktaturi režima nakon španjolskog građanskog rata. Misao oba autora, mješavina   baskijskog nacionalizma i anarhizma rodila je manje političke struje poznate kao anarkoabertzalism (anarhonacionalizam), što se na kraju spojilo u hibrid marksizma i anarhizma poznat kao autonomizam. 
Rođen je 15. svibnja 1921. u gradu Getxo, sin građanske obitelji od oca njemačkog podrijetla. On je samostalno naučio baskijski jezik. 
On se pridružio u akademiji baskijskog jezika godine 1943, gdje je predlagao standardizaciju baskijskog jezika na osnovu lapurdijskog dijalekta-dijalekta prvih tiskanih knjiga na baskijskom,  uz etimološki pravopisa. Ipak, Akademija se odlučila radije za gipuskoansko   kao osnovu jedinstvenog baskijskog. Krutwigov prijedlog standardizacije baskijskog jezika nije trebao biti primjenjivan izvan članova Jakintza Baitha ("Kuće znanja") helenofilskog društva. 
Godine 1952, nakon što je Luisu Villasanteu odbijeno članstvo u Baskijskoj jezičnoj akademiji, a nakon njegove kritike odnosa Katoličke crkve prema baskijskom jeziku,  otišao je u egzil u Francusku. 
Jedanput je u Donibane-Lohitzune kontaktirao članove pokreta Jagi-Jagi. Godine 1963. on uređuje knjigu "Vasconia", gdje propituje dio tradicionalnog baskijskog nacionalizma Sabina Arane i predlaže novi baskijski nacionalizam. 
Surađuje s bivšim militantima iz skupine EGI i teoretizira o upotrebi nasilja u političke svrhe. Godine 1964. je protjeran iz Francuske i seli u Bruxelles (Belgija). Ovdje počinje stupati u kontakt s pripadnicima ETA-e. On razrađuje neke memoramdume za ETA-V na Guethary, i stavlja ETA-u u kontakt češkom industrijom oružja.
Godine 1975. Krutwig je napustio ETA-u i osnovao svoju rezidenciju u Španjolskoj u Zarauzu, da bi se posvetio isključivo književnom radu.
On je govorio i čitao nekoliko drevnih i modernih jezika. Preveo je na baskijski djela Goethea i Mao Zedonga. 
Umro je u Bilbau godine 1998.